# Gynandromyia
Gynandromyia – rodzaj muchówek z rodziny rączycowatych (Tachinidae).

## Wybrane gatunki
- G. bafwankei Verbeke, 1962
- G. basilewskyi Verbeke, 1960
- G. habilis Brauer & von Bergenstamm, 1891[2]
- G. invagimata Villeneuve, 1939
- G. kibatiana Verbeke, 1962
- G. longicornis Sun & Zhao, 1992[2]
- G. mesnili Verbeke, 1962
- G. prima Verbeke, 1962
- G. saegeri Verbeke, 1962
- G. seychellensis Bezzi, 1923[2]